# Centaurea fenzlii
Centaurea fenzlii là một loài thực vật có hoa trong họ Cúc. Loài này được Reichardt mô tả khoa học đầu tiên.